# Ross Tompkins
Ross Tompkins (* 13. Mai 1938 in Detroit; † 30. Juni 2006 in St. Augustine (Florida)) war ein US-amerikanischer Jazz-Pianist.
Ross Tompkins studierte am New England Conservatory of Music, zog dann nach New York City, wo er regelmäßig in der Band von Kai Winding (1960–67), aber auch mit Eric Dolphy (1964) und Wes Montgomery (1966) spielte. Weiterhin arbeitete er mit dem Quintett von Bob Brookmeyer/Clark Terry (1966), mit Benny Goodman (1968), Bobby Hackett (1965–70) sowie mit Al Cohn und Zoot Sims (1968–1972). 1971 zog er nach Los Angeles, wo er bis 1992 als Pianist in der Band von Doc Severinsen in Johnny Carsons Tonight Show tätig war. Er spielte in den 1970er Jahren auch mit Louie Bellson, Joe Venuti, Red Norvo und Zoot Sims (mit dem er im The Half Note auftrat), in den 1980er Jahren mit Jack Sheldon. Unter eigenem Namen nahm er einige Alben für das Label Concord Records auf, in den 1990er Jahren entstanden noch drei Solo-Alben für das Progressive-Label. Im Jahr 2006 starb Tompkins an Lungenkrebs.

## Diskographische Hinweise
- A Pair to Draw To (Concord, 1975)
- Scrimshaw (Concord, 1976)
- Live at Concord 1977 (Concord, 1977)
- Lost in the Stars (Concord, 1977)
- Ross Tompkins and Good Friends (Concord, 1978)
- Festival Time (Concord, 1979)
- Street of Dreams (Famous Door, 1982)
- Solo Piano (Progressive, 1994)
- Celebrates the Music of Jule Styne (Progressive, 1995)
- Music (Progressive, 1996)
- Ross Tompkins Celebrates the Music of Harold Arlen (Progressive, 1999)
- Younger than Springtime (Arbors Records, 2001)